# Yahya Sergio Yahe Pallavicini

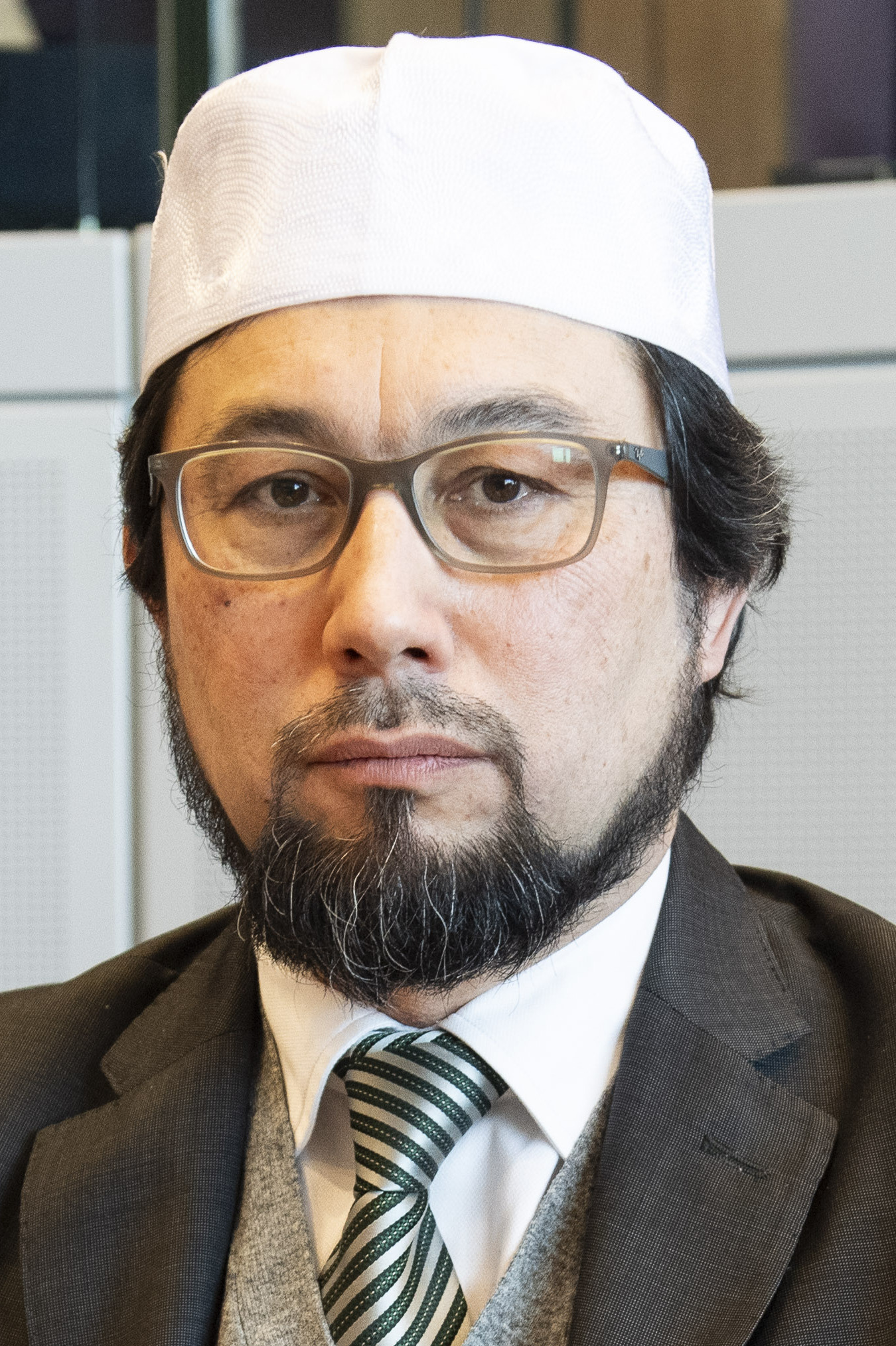
Yahya Sergio Yahe Pallavicini

Yahya Sergio Yahe Pallavicini (* 1965) ist ein Imam und der Vizepräsident der Comunità Religiosa Islamica Italiana (CO.RE.IS.), der islamischen Glaubensgemeinschaft in Italien. Er ist Vorsitzender des ISESCO Council for Education and Culture in the West (ISESCO-Rates für Bildung und Kultur im Westen) und Berater für islamische Angelegenheiten des italienischen Innenministers.

## Leben
Er ist Imam der al-Wahid-Moschee in Mailand, wo er die Ausbildung von Imamen in Italien organisiert. Sein Vater war Abd al Wahid Pallavicini, ein bekannter Prediger und Oberhaupt der Sufi-Bruderschaft Ahamadiyyah Idrissiyyah Shadhiliyyah in Italien.
Er war 2007 einer führenden Autoren des offenen Briefes Ein gemeinsames Wort zwischen Uns und Euch (A Common Word Between Us & You), den 138 Persönlichkeiten des Islam an „Führer christlicher Kirchen überall“ sandten.
2009 wurde er in der Liste der 500 einflussreichsten Muslime des Prinz-al-Walid-bin-Talal-Zentrums für muslimisch-christliche Verständigung der Georgetown University und des Royal Islamic Strategic Studies Centre von Jordanien aufgeführt.

## Werke (Auswahl)
- Dentro la moschea (Im Inneren der Moschee)
- L’islâm in Europa : riflessioni di un imâm italiano (Der Islam in Europa : Reflexionen eines italienischen Imams)
- Il Misericordioso. Allah e i suoi profeti. 2009 (Der Barmherzige. Allah und seine Propheten)
- La Sura di Maria. Traduzione e commento del capitolo XIX del Corano. 2010 (Die Sure Mariens. Übersetzung und Kommentar zum 19. Kapitel des Koran)
- I cinque pilastri. Fondamenti del culto musulmano. Paoline Editoriale, Milano 2019 (Die fünf Säulen. Fundament des islamischen Glaubens)